# Run (canção de BTS)
"Run" é um single do grupo masculino sul-coreano BTS. O teaser para a versão coreana da canção foi lançado pela Big Hit Entertainment em 24 de novembro de 2015, e o videoclipe foi lançado em 30 de novembro de 2015, na Coreia do Sul. A versão remix da música foi lançada em 2 de maio de 2016.
O álbum japonês e o videoclipe foram lançados em 15 de março de 2016, com o selo da Pony Canyon. O lançamento japonês incluiu ainda duas músicas.

## Composição
A música está na chave de Fá sustenido menor e tem 133 batidas por minuto.

## MV
Ambas as versões do videoclipe foram dirigidas por Choi YongSeok, da Lumpens, com Ko Yoojung, Lee Wonju, Ko Hyunji e Jung Noori como diretores assistentes. O diretor de fotografia foi Nam Hyunwoo da GDW. Outros funcionários que trabalharam com o MV foram Joo Byungik, controlando o foco da câmera, Song Hyunsuk como supervisor, Song Kwangho trabalhando como cinegrafista, e Lee Moonyoung como diretor de arte.

## Edições
Para as versões coreanas, não foi vendido em forma fisíca. Para o álbum japonês, havia duas versões: CD + DVD e versão normal. Ambos têm "Run" e "Butterfly" na lista de músicas e os álbuns da primeira edição vêm com um cartão de fotos.
- Edição com Álbum + DVD (PCCA-4360): Esta edição vem com um DVD contendo a sessão de fotos do álbum e o making-of das gravações do MV.
- Edição regular (PCCA-4361): Esta edição vem com a música bônus "Good Day".

## Performances ao vivo
O BTS promoveu a versão original da música em vários programas de música da Coreia do Sul, incluindo Music Bank, Inkigayo, M Countdown, e Show Champion.

## Lista de músicas
| Versões coreanas |                         |                                               |                                               |         |  |
| N.º              | Título                  | Letras                                        | Produtor                                      | Duração |  |
| 1.               | "RUN"                   | Pdogg "Hitman" Bang RM SUGA V J-Hope Jungkook | Pdogg                                         | 3:57    |  |
| 2.               | "Run" (Ballad Mix)      | Pdogg "Hitman" Bang RM SUGA V J-Hope Jungkook | Pdogg "Hitman" Bang RM SUGA V J-Hope Jungkook | 4:17    |  |
| 3.               | "Run" (Alternative Mix) | Pdogg "Hitman" Bang RM SUGA V J-Hope Jungkook | Pdogg "Hitman" Bang RM SUGA V J-Hope Jungkook | 3:56    |  |

| Versão japonesa |                             |                                                               |                |         |  |
| N.º             | Título                      | Letras                                                        | Produtor       | Duração |  |
| 1.              | "Run" (Japanese Ver.)       | Pdogg Hitman Bang RM SUGA Kim Tae-hyung Jeon Jung-kook J-hope | Pdogg          | 3:55    |  |
| 2.              | "Butterfly" (Japanese Ver.) | Hitman Bang Slow Rabbit Pdogg Brother Su RM SUGA J-hope       | Pdogg          | 4:04    |  |
| Duração total:  | Duração total:              | Duração total:                                                | Duração total: | 7:59    |  |

| Música bônus da versão regular |                |                               |                |         |  |
| N.º                            | Título         | Letras                        | Produtor       | Duração |  |
| 3.                             | "Good Day"     | Matt Cab Ryuja SUGA J-hope RM | Matt Cab Ryuja | 4:25    |  |
| Duração total:                 | Duração total: | Duração total:                | Duração total: | 12:24   |  |

## Charts
| Chart (2018)                       | Posição |
| ---------------------------------- | ------- |
| Japan Hot 100 (Billboard)          | 2       |
| Coreia do Sul (Gaon)               | 8       |
| US World Digital Songs (Billboard) | 3       |

## Créditos
Os créditos coreanos de "Run" são adaptados das notas do álbum The Most Beautiful Moment in Life, Part 2.
- Pdogg- Produtor, Teclado, Sintetizador, Arranjo do vocal e do rap, Engenheiro de Gravação @ Dogg Bounce
- "Hitman" Bang- Produtor
- RM- Produtor
- SUGA- Produtor
- V- Produtor
- Jungkook- Produtor, Refrão
- J-Hope- Produtor
- Jeong Jaepil- Guitarra
- James F. Reynolds- Engenheiro de Mixagem

## Vendas
| País          | Chart               | Versão            | Vendas  |
| ------------- | ------------------- | ----------------- | ------- |
| Coreia do Sul | Gaon Download Chart | Original          | 609,082 |
| Japão         | Oricon              | Japonesa          | 133,469 |
| Coreia do Sul | Gaon Download Chart | Ballad Remix      | 38,314  |
| Coreia do Sul | Gaon Download Chart | Alternative Remix | 23,391  |

## Prêmios e indicações
| Ano  | Prêmiação          | Categoria  | Resultado | Ref    |
| ---- | ------------------ | ---------- | --------- | ------ |
| 2015 | Melon Music Awards | Best Dance | Venceu    | [ 15 ] |

### Prêmios em programas de música
| Canção | Programa      | Data                   | Ref    |
| ------ | ------------- | ---------------------- | ------ |
| "Run"  | The Show      | 8 de dezembro de 2015  | [ 16 ] |
| "Run"  | Music Bank    | 11 de dezembro de 2015 | [ 17 ] |
| "Run"  | Music Bank    | 8 de janeiro de 2016   | [ 17 ] |
| "Run"  | Show Champion | 9 de dezembro de 2015  | [ 18 ] |
| "Run"  | Show Champion | 16 de dezembro de 2015 | [ 18 ] |

#### Melon Popularity Award
| Ano  | Destinatário | Data                                    |
| ---- | ------------ | --------------------------------------- |
| 2015 | "Run"        | Weekly Popularity Award (7 de Dezembro) |

### Listas
| Critic/Publication | Lista                           | Classificação | Ref.   |
| ------------------ | ------------------------------- | ------------- | ------ |
| Billboard          | The 20 Best K-pop Songs of 2015 | 3             | [ 19 ] |

## Histórico de lançamentos
| País   | Data de lançamento     | Formato             | Versão   | Gravadora             | Ref.   |
| ------ | ---------------------- | ------------------- | -------- | --------------------- | ------ |
| Vários | 30 de novembro de 2015 | Digital download    | Original | Big Hit Entertainment | [ 20 ] |
| Vários | 15 de março de 2016    | Digital download    | Japonesa | Big Hit Pony Canyon   | [ 21 ] |
| Japão  | 15 de março de 2016    | CD digital download | Japonesa | Big Hit Pony Canyon   | [ 21 ] |
| Vários | 2 de maio de 2016      | Digital download    | Remix    | Big Hit Entertainment | [ 22 ] |